# Bae Seul-ki
Bae Seul-ki (배슬기?, Bae Seul-giLR, Pae Sŭl-kiMR; 27 settembre 1986) è una cantante e attrice sudcoreana.

## Biografia
Bae Seul-ki si laureò in Teatro e Cinema all'Università Sangmyung e debuttò nell'autunno 2005 nel girl group temporaneo delle The Red insieme a Oh Seung-eun e Ju So-young. Comparendo in molti varietà, diventò virale su Internet quando mostrò la sua bokgo dance a Real Romance Love Letter della SBS. Il trio si sciolse a inizio 2006 e Bae si dedicò alla carriera da solista. Pubblicò due singoli, Strong Woman e Sassy Girl, oltre a cantare con Eru durante le esibizioni di "Black Glasses", brano apripista del secondo album del cantante. A settembre 2006 uscì il suo primo album da solista, The 1st Volume, e a dicembre il singolo One by One, di cui scrisse il testo. Nel maggio 2007, apparve come ospite nel video musicale di "Chocolate" delle Banana Girls. L'8 ottobre dello stesso anno pubblicò il suo secondo album in studio, Flying, con una nuova immagine più sofisticata e matura, che enfatizzasse maggiormente le sue capacità vocali. In seguito si dedicò alla recitazione.
Nel 2016 formò il quartetto dei Bebemon insieme al trio dei Monsterz, e l'8 marzo pubblicarono il singolo Let's Bokgo.

## Discografia

### Album in studio
- 2006 – The 1st Volume
- 2007– Flying

### EP
- 2009 – Big Show

### Singoli
- 2006 – One For Love
- 2006 – Happy Christmas
- 2007 – Desert Island

### Colonne sonore
- 2007 – Dream With Me per Yakitate!! Japan
- 2017 – Somehow per Binnara Eun-soo
- 2017 – Everything per Geu yeoja-ui bada

## Filmografia

### Televisione
- Cheonnyeon ji-ae ( 천년지애?) – serie TV (2003)
- Full House (풀하우스?) – serie TV, episodio 1 (2004)
- Haesin (해신?) – serie TV (2004)
- Nonstop (논스톱?) – serie TV (2005)
- Daegyeol! Banjeon drama (대결! 반전 드라마?) – serie TV, 6 episodi (2005-2006)
- Choego-ui sarang (최고의 사랑?) – serie TV (2011)
- Sim-ya byeong-won (심야병원?) – serie TV (2011)
- Jeokdo-ui namja (적도의 남자?) – serie TV (2012)
- Sil-eobgeup-yeo romance (실업급여 로맨스?) – serie TV (2013)
- Hwanggeumgeotap (황금거탑?) – serie TV (2014)
- Abeujaeng-i yap (아부쟁이 얍?) – serie TV (2015)
- Gwisin boneun hyeongsa Choe Yeong (귀신 보는 형사 처용?) – serie TV (2015)
- Binnara Eun-soo (빛나라 은수?) – serie TV (2016)
- Idolmaster.KR - Kkum-eul dream (아이돌마스터.KR - 꿈을 드림?) – serie TV (2017)
- Sasaenggyeoldan romance (사생결단 로맨스?) – serie TV (2018)

### Cinema
- Couples (커플즈?), regia di Jung Yong-gi (2011)
- Yagwanmun: Yonmang-ui kkot (야관문: 욕망의 꽃?), regia di Im Kyung-soo (2013)
- Kkangcheor-i (깡철이?), regia di Ahn Kwon-tae (2013)
- Soseol, yeonghwa-wa mannada (소설, 영화와 만나다?), regia di Lee Sang-woo, Park Jin-sung, Park Jin-suk e Lee Jin-woo (2013)
- Cheongchunhakdang: Punggimullan bossam yasa (청춘학당: 풍기문란 보쌈 야사?), regia di Do Chang-hoon (2014)
- Vincent (빈센트?), regia di Park Bo-sang (2017)